# ANBO-VI
ANBO-VI — литовский учебный моноплан, созданный в 1933 году на основе самолёта ANBO-III.

## Операторы модели
- ВВС Литвы

## Технические характеристики
Технические характеристики
- Экипаж: 2
- Длина: 7,25
- Размах крыла: 11,35
- Высота: 3.38

- Вспомогательная силовая установка: 1 ×  Curtiss Challenger

Лётные характеристики
- Максимальная скорость: 205 км/ч (128 миль / ч)
- Практический потолок: 4500 м (14800 футов)